# Scandinavian Airlines System

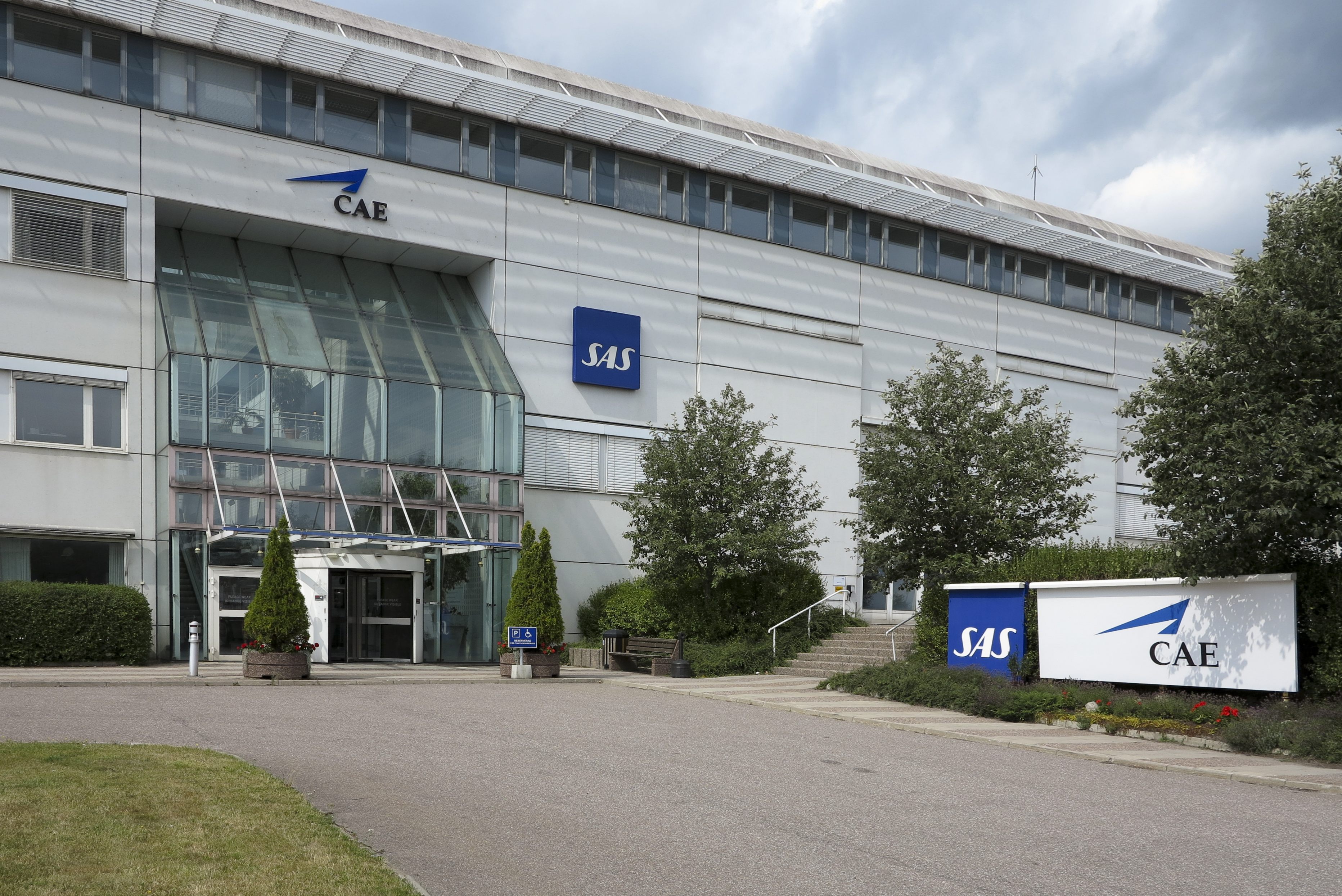
Scandinavian Airlines head office

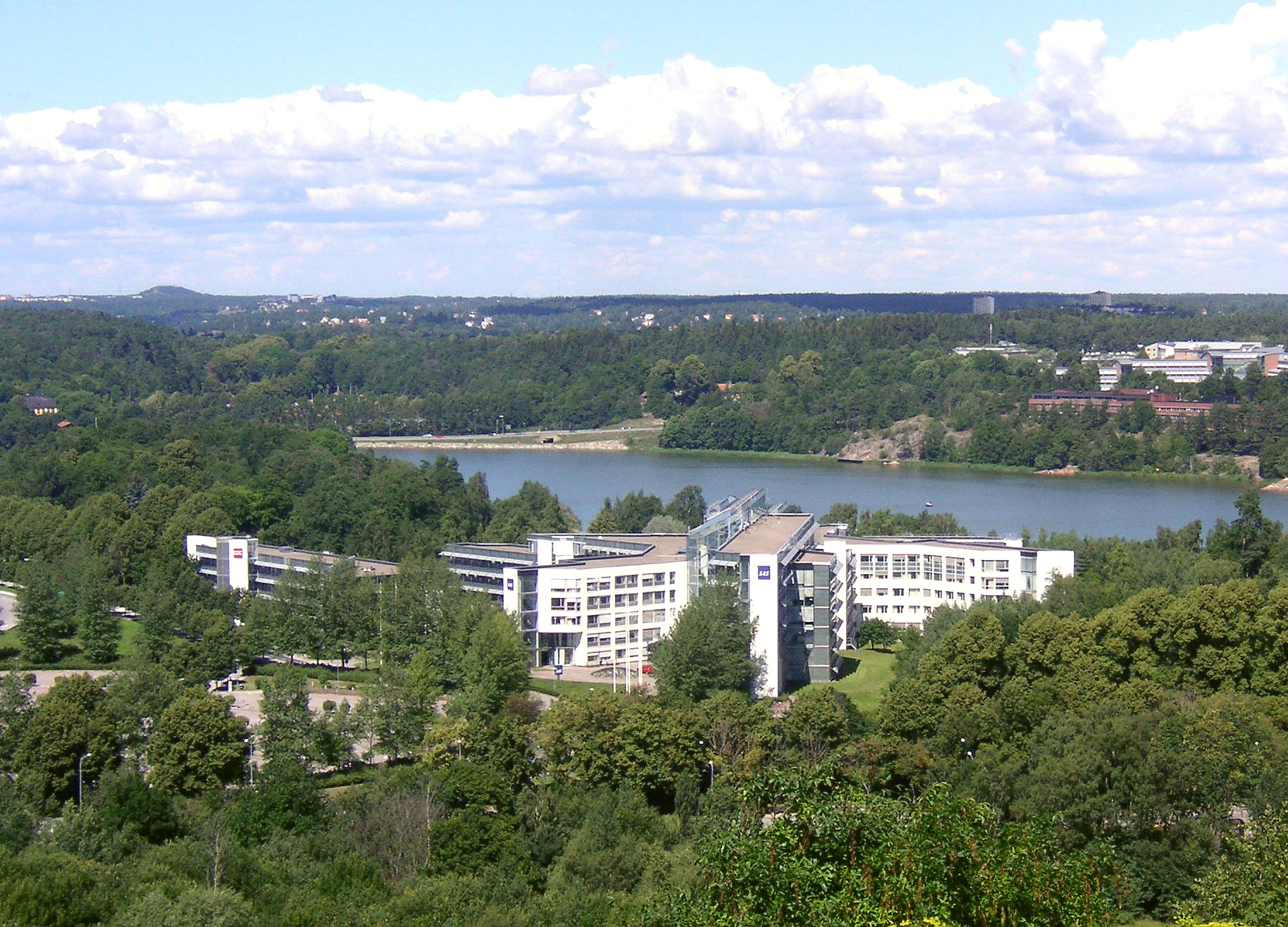
Former Scandinavian Airlines head office

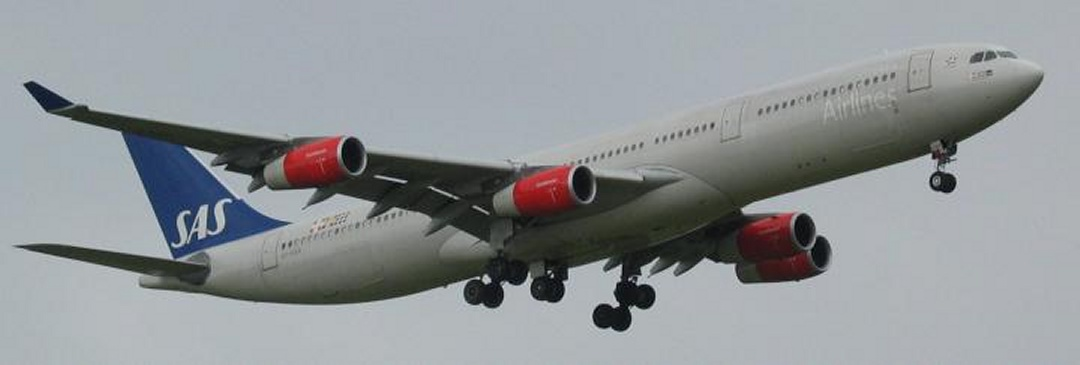
Scandinavian Airlines System Airbus 340-300

Scandinavian Airlines System (prescurtat SAS) este o linie aeriană multinațională pentru Danemarca și Suedia, SAS Braathens pentru Norvegia și cea mai importantă companie aeriană în țările nordice.